# カン・チヨン
カン・チヨン（Ji Yong Kang、1988年2月19日 - ）は、韓国の自転車競技（ロードレース）選手。

## 来歴
2012年
- 世界選手権タイムトライアル 55位

2013年、クムサンに加入。シーズン後半はオリカ・グリーンエッジに研修生として移籍。
- 韓国選手権 17位
- ツアー・オブ・アルバータ 総合91位